# Министерство здравоохранения Республики Беларусь
Министерство здравоохранения Республики Беларусь (бел. Міністэрства аховы здароўя Рэспублікi Беларусь) — республиканский орган государственного управления, подчиняющийся Совету Министров Республики Беларусь.
Министерство здравоохранения в своей деятельности руководствуется Законом Республики Беларусь «О здравоохранении», иными актами законодательства и Положением о Министерстве здравоохранения Республики Беларусь.

## История
5 января 1919 года был создан Комиссариат здравоохранения, в феврале 1919 года преобразованный в Народный комиссариат здравоохранения, в марте 1946 года — Министерство здравоохранения БССР. 11 июля 1990 года министерство из союзно-республиканского стало республиканским (стало подчиняться только Совету Министров БССР). Положения о министерстве утверждались 3 апреля 1969 года и 7 августа 1995 года.
Заместитель Министра — Директор Департамента фармацевтической промышленности — Шевчук Валерий Евгеньевич освобожден от должности в связи с выходом в отставку постановлением Совета Министров страны 28 августа 2017. В июле 2018 года заместитель министра Игорь Лосицкий был отстранён от должности.

### Руководители
Народные комиссары здравоохранения БССР:
- 20 января — 30 марта 1919, 28 мая 1919 — 1 августа 1920 — Пузырев Илья Исаевич.

Народные комиссары Литовско-Белорусской ССР:
- Андрис Домашавичус
- 30 марта — 28 мая 1919 — Ленский Владимир Иосифович.

Народные комиссары здравоохранения БССР:
- с 15 июля 1920 — Каминский Семён Давидович[бел.] (1861—1939).
- с октября 1920 — Балковец Степан Варфоломеевич[бел.] (р. 1867).
- 1921 — Боркусевич, Сигизмунд Иосифович (1892—1930).
- 6 ноября — декабрь 1921 — Каминский Семен Давидович.
- 19 декабря 1921—1922 — Сенкевич Александр Антонович (1884—1939).
- 1922—24 — Стоковский Марьян Людвигович (1889—1937).
- 19 сентября 1924—30 — Барсуков Михаил Иванович (1890—1974).
- 1930—33 — Цинципер Соломон Яковлевич.
- 10 мая — 4 сентября 1933 — Шпекторов Григорий Михайлович.
- 1933—36 — Сурта, Иван Захарович (1893—1937).
- 1936—37 — Бурачевский, Павел Павлович (1898—1937).
- 1937—38 — Киселёв, Кузьма Венедиктович (1903—77).
- 1938—40 — Новиков, Иван Антонович (1905—1968).
- 1940—48 — Ковалёнок, Михаил Иванович (1900—58).

Министры здравоохранения БССР:
- 1948—66 — Инсаров, Иван Анисимович (1903—1983).
- 1966—87 — Савченко, Николай Евсеевич (1922—2001).
- 1987—90 — Улащик, Владимир Сергеевич (1943—2018)

Министры здравоохранения Республики Беларусь:
- 1990—94 — Казаков, Василий Степанович (1935—2018).
- 1994—97 — Дробышевская, Инесса Михайловна (р. 1947).
- 1997—2001 — Зеленкевич, Игорь Борисович (р. 1952).
- 2001—02 — Остапенко, Владислав Алексеевич (1949—2018).
- 2002—06 — Постоялко, Людмила Андреевна (1941—2007).
- до мая 2006 — и. о. Руденко, Виктор Петрович (р. 1950).
- 2006—2017 — Жарко, Василий Иванович (р. 1956)[4].
- 2017—2019 — Малашко, Валерий Анатольевич (р. 1966).
- 2019—2020 — Владимир Степанович Караник (р. 1973)
- 2020—2024 — Пиневич Дмитрий Леонидович (р. 1967)
- 2024—н. в. — Александр Ходжаев (с 25 января 2024)

## Структура и аппарат
Руководство Министерства здравоохранения Республики Беларусь
- Министр — Александр Ходжаев   (с 25 января 2024)
- Первый заместитель Министра — Горбич Юрий Леонидович, с 2024 года
- Заместитель Министра — Главный государственный санитарный врач РБ — Нечай Светлана Владимировна, с 2024 года
- Заместитель Министра — Старовойтов Александр Геннадьевич, с 2024 года
- Заместитель Министра — Андросюк Борис Николаевич
- Начальник организационного отдела — Ментюк Ярослав Александрович
- Пресс-секретарь — Бородун Юлия Александровна

Центральный аппарат Министерства здравоохранения Республики Беларусь
Подведомственные организации Министерства здравоохранения Республики Беларусь

## Полномочия
В соответствии с Положением о Министерстве здравоохранения Республики Беларусь, утвержденном постановлением Совета Министров Республики Беларусь от 28 октября 2011 года № 1446
- Разработка и реализация государственной политики в сфере здравоохранения, направленной на охрану здоровья населения и обеспечение санитарно-эпидемиологического благополучия.
- Организация оказания медицинской помощи, включая профилактику, диагностику, лечение и реабилитацию, а также контроль за качеством медицинских услуг.
- Обеспечение населения лекарственными средствами и медицинскими изделиями, включая контроль за их производством, реализацией и качеством.
- Координация научных исследований в области медицины и здравоохранения, внедрение инновационных технологий и методов лечения.
- Подготовка и повышение квалификации медицинских кадров, организация образовательных программ и профессионального развития специалистов.